# Comité pour la protection des journalistes
Pour les articles homonymes, voir CPJ.
Le Comité pour la protection des journalistes ou CPJ (en anglais : Committee to Protect Journalists) est une association à but non lucratif fondée en 1981, basée aux États-Unis, ayant pour objet d'observer les abus contre la presse et promouvoir la liberté de la presse à travers le monde.
Il a été créé par des journalistes américains correspondants à l'étranger, en réponse au traitement parfois brutal de leurs collègues. Le siège du CPJ est à New York avec 22 permanents, il a des correspondants pour les principales régions au monde.
Il est financé uniquement par des cotisations et dons venant d'individus, d'entreprises et de fondations, à l'exclusion de tout financement gouvernemental.
Le CPJ est membre de l’International Freedom of Expression Exchange (IFEX), un réseau virtuel mondial d’ONG qui surveillent les violations à la liberté d’expression et qui organise, fédère ou relaie les campagnes conjointes ou organisées par ses membres, pour la défense des journalistes, écrivains et d’autres personnes persécutées alors qu'elles exercent leur droit à la liberté d'expression.